# 糙叶杜鹃
糙叶杜鹃（学名：Rhododendron scabrifolium），为杜鹃花科杜鹃花属下的一个植物种。